# Белая (река, впадает в Имандру)
Бе́лая (Большая Белая) — река в Мурманской области России. Протекает по территориям муниципальных округов город Апатиты с подведомственной территорией и город Кировск с подведомственной территорией.

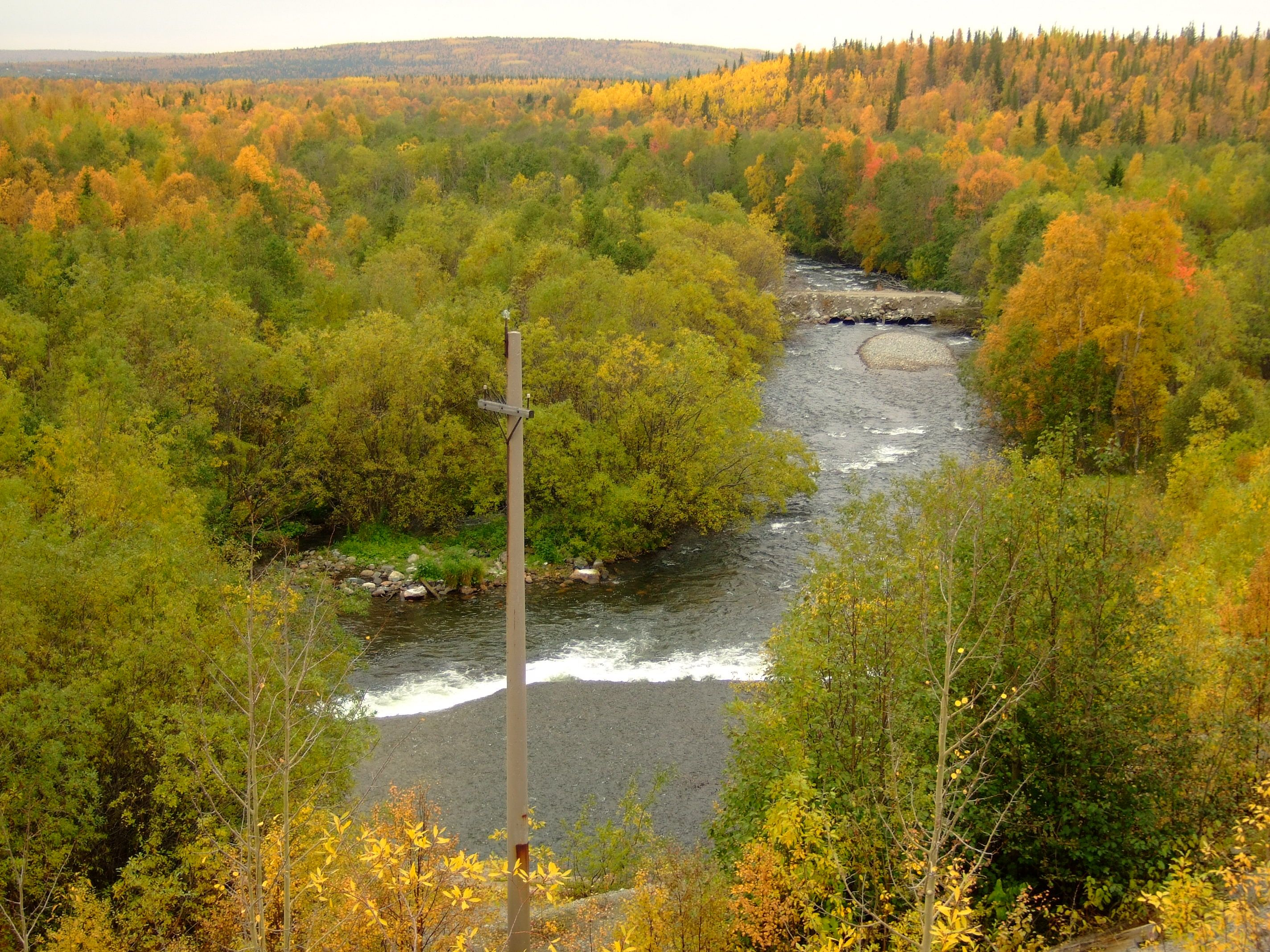
Белая между Кировском и Апатитами

Длина 24 км. Площадь бассейна 239 км².
Берёт начало в озере Большой Вудъявр на высоте 312 м. Протекает вдоль южного подножия Хибинского горного массива. Впадает в губу Белая озера Имандра. На левом берегу реки расположены города Кировск и Апатиты.
Подвергается антропогенному воздействию, по берегам расположены горно-обогатительные и другие предприятия. Русло было изменено при строительстве нефелиновых отстойников. Также река по каналам принимает воды рек Жемчужная и Тахтарйок, загрязнённые отстойниками АНОФ-2 и АНОФ-3. Из-за промышленных стоков вода реки в нижнем течении мутна и окрашена в характерный светло-серый цвет.